# بلدة لينكولن (كانساس)
بلدة لينكولن هي بلدة في مقاطعة أندرسون، كانساس، الولايات المتحدة. اعتبارًا من تعداد 2010، كان عدد سكانها 190.

## التاريخ
تم تنظيم بلدة لينكولن في عام 1870.

## روابط خارجية
- مدينة سيتي.كوم